# Bethlehem (Geórgia)
Bethlehem é uma cidade  localizada no estado americano de Geórgia, no Condado de Barrow.

## Demografia
Segundo o censo americano de 2000, a sua população era de 716 habitantes.
Em 2006, foi estimada uma população de 996, um aumento de 280 (39.1%).

## Geografia
De acordo com o United States Census Bureau tem uma área de 
5,6 km², dos quais 5,6 km² cobertos por terra e 0,0 km² cobertos por água.

## Localidades na vizinhança
O diagrama seguinte representa as localidades num raio de 16 km ao redor de Bethlehem. 